# Radda György
Sir George Radda (született Radda György Károly, Győr, 1936. június 9. – 2024. szeptember 13.) magyar-brit biokémikus, az MTA tiszteleti tagja, az Oxfordi Egyetem professor emeritusa, az MRI képalkotó vizsgálat kidolgozója.

## Életpályája
A Pannonhalmi Bencés Gimnáziumban végzett. Ezután az Eötvös Loránd Tudományegyetem vegyész szakán tanult. 
1956-ban elhagyta Magyarországot. Az Oxfordi Egyetemen diplomázott és doktorált. 
1962–1963 között a Kaliforniai Egyetemen Melvin Calvin professzor mellett dolgozott. 1964–1984 között az Oxfordi Merton College kutatója és a biokémia egyetemi előadója volt. 1980-tól a londoni Királyi Természettudományos Társaság tagja volt. 1984–2003 között a Brit Szív Alapítvány molekuláris kardiológiai professzoraként dolgozott. 1988–1996 között az Orvosi Kutató Tanács Biokémiai és Klinikai Mágneses Rezonancia részleg vezetője volt. 
1991–1996 között az Oxfordi Egyetem Biokémiai Tanszékének vezetője volt. 1996–2003 között az Egyesült Királyság Orvosi Kutató Tanácsának vezetőjeként tevékenykedett. 2001–2003 között a londoni Nemzeti Rákkutató Intézet elnöke volt. 2005–2008 között az Oxfordi Egyetem Fiziológiai, Anatómiai és Genetikai Tanszékének vezetője volt. 2005–2010 között alapító-elnöke volt a Szingapúri Bioképalkotó Konzorciumnak. 2008–2016 között a Szingapúri Tudományos, Technológiai és Kutatási Ügynökség Orvosbiológiai Tanácsának elnöke volt. 
2023-tól a HUN-REN Magyar Kutatási Hálózatnál az elnök személyes tudományos tanácsadói körének vezetője volt.

## Díjak, elismerések
- Colworth-érem (1969)
- Az Angol Királyi Társaság tagja (1980)
- Buchanan-érem (1987)
- Brit Birodalom Rendje (1993)
- Lovagi cím (2000)
- Kardiovaszkuláris Tudományok Nemzetközi Akadémiájának Érdemérme (2006)
- Az MTA tiszteletbeli tagja (2010)
- a BioSpectrum Asia Pacific Awards Életműdíja (2013)
- A Magyar Érdemrend középkeresztje (2016)
- Magyar Corvin-lánc (2018)

## Fordítás
- Ez a szócikk részben vagy egészben  a   George Radda című angol Wikipédia-szócikk fordításán alapul.  Az eredeti cikk szerkesztőit annak laptörténete sorolja fel. Ez a jelzés csupán a megfogalmazás eredetét és a szerzői jogokat jelzi, nem szolgál a cikkben szereplő információk forrásmegjelöléseként.